# Romuald Gedroitze
Pour les autres membres de la famille, voir famille Gedroitze.
Romuald Gedroitze (en polonais : Romuald Giedroyć) (blason de l'Hipocentaur (en)), né le 7 février 1750 à Bobcin (pl) (aujourd'hui Žemaitkiemis, en Lituanie) et mort le 15 octobre 1824 à Varsovie, est un officier polonais du grand-duché de Lituanie, héros de l'insurrection de 1794 dirigée par Tadeusz Kościuszko, général dans l'armée du duché de Varsovie, puis du royaume de Pologne après 1815.

## Biographie

### Origines familiales et formation
Il est issu d'une famille princière du grand-duché de Lituanie, seconde composante de la république des Deux Nations (Pologne et Lituanie). Cette famille, qui fait remonter ses origines aux anciens ducs de Lituanie, est de la région de Samogitie, située au nord-ouest de Kaunas (Kowno).
Il est élève de l'École des Cadets de Varsovie à partir de 1765.

### Carrière dans la république des Deux Nations
Romuald Gedroitze commence sa carrière militaire dans le deuxième régiment d'infanterie de Lituanie.
Il participe à la confédération de Bar (1768-1772), insurrection de nobles opposés à la domination russe sur le roi Stanislas II Auguste. Il sert sous le commandement de Kazimierz Pułaski, puis de Michał Kazimierz Ogiński. Il se distingue par sa bravoure lors des combats de Grodno, Mołczadz et Bezdzież[réf. nécessaire] et est promu au grade de commandant (major).
Après la défaite de la confédération (suivie du premier partage de la Pologne en 1772), il reste hors de l'armée de 1772 à 1778. En 1778, il reprend du service et est nommé vice-brigadier du régiment de hussards de Lituanie.
Pendant la guerre russo-polonaise de 1792, il atteint le grade de général major. La défaite polonaise aboutit au deuxième partage de la Pologne (1793).

### L'insurrection de Kosciuszko et ses suites
Durant l'insurrection de Kościuszko en 1794, il se joint au soulèvement de Wilno (22-23 avril), dirigé par Jakub Jasiński (en). Il entre dans le Conseil suprême gouvernemental de Lituanie, et, le 30 mai, devient membre de la Députation secrète, organe auxiliaire de la Commission de la sécurité publique. Il participe aussi aux combats contre l'armée russe, en particulier en Courlande, où il sert sous les ordres du général Tomasz Wawrzecki (en). Il est alors promu au grade de général de brigade et reçoit de Kościuszko l’anneau portant l'inscription « La Patrie à son défenseur ». Après la défaite de l'insurrection en Lituanie, il vient participer à la défense de Varsovie sous les ordres de Tadeusz Kościuszko. Il est fait prisonnier par les Russes à la fin de l'insurrection, défaite qui aboutit au troisième partage de la Pologne, c'est-à-dire à la fin de l'existence de l'État polonais. Le grand-duché est alors entièrement annexé par la Russie.
Assez rapidement libéré, Gedroitze émigre en France, comme d'autres protagonistes de l'insurrection. Il revient en Samogitie en 1796 pour promouvoir un nouveau soulèvement, envisagé par la Députation polonaise de Paris, mais la répression russe l’oblige à repartir en France.

### La période napoléonienne
Il revient en Lituanie au début des années 1800, mais ne participe pas à la vie publique jusqu'en 1812. Au moment où Napoléon prépare la campagne de Russie, un gouvernement provisoire de Lituanie est mis en place sous l'égide de la France et du duché de Varsovie (créé en 1807) et Napoléon le nomme inspecteur général des troupes lituaniennes. Puis il participe à la campagne à la tête des uhlans (ou lanciers) de Lituanie.
Après la retraite de Russie (novembre-décembre 1812), son unité, qui protège le repli de la Grande Armée vers l'Oder, participe à la bataille de Sieraków (Zirke) (13 février 1813) ; il y est fait prisonnier et est envoyé en captivité à Arkhangelsk jusqu'en 1815.

### Le royaume de Pologne d'après 1815
Il revient à Varsovie après que le congrès de Vienne a fait du duché de Varsovie le royaume de Pologne, attribué au tsar Alexandre Ier. Gedroitze fait partie de la commission chargée par Alexandre d'organiser une nouvelle armée polonaise, dont beaucoup d'officiers sont pris parmi les Polonais ayant servi dans la Grande Armée. Il est promu au grade de général de division et ne s'impliquera dans aucune activité politique.
Mort en 1824, il est inhumé au cimetière de Powązki à Varsovie.

## Sources
- (lt) Cet article est partiellement ou en totalité issu de l’article de Wikipédia en lituanien intitulé « Romualdas Giedraitis (1750) » (voir la liste des auteurs).

- (pl) Cet article est partiellement ou en totalité issu de l’article de Wikipédia en polonais intitulé « Romuald Giedroyć » (voir la liste des auteurs).